# Pocinhos
Pocinhos est une ville brésilienne du centre de l'État de la Paraíba.
Sa population était estimée à 15 956 habitants en 2007. La municipalité s'étend sur 630 km2.